# Italienska rivieran

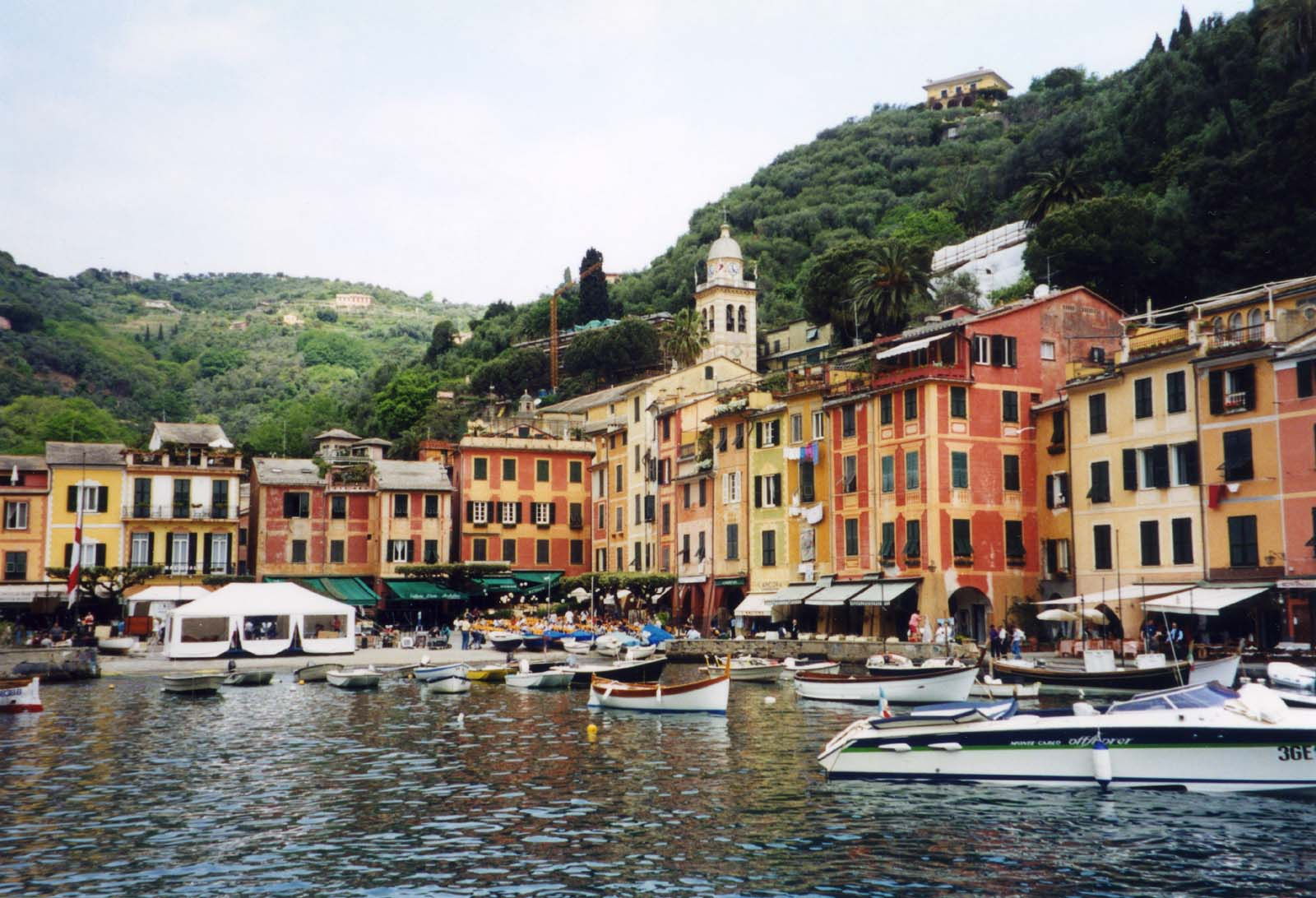
Pittoreska Portofino är en välkänd stad på den italienska rivieran.

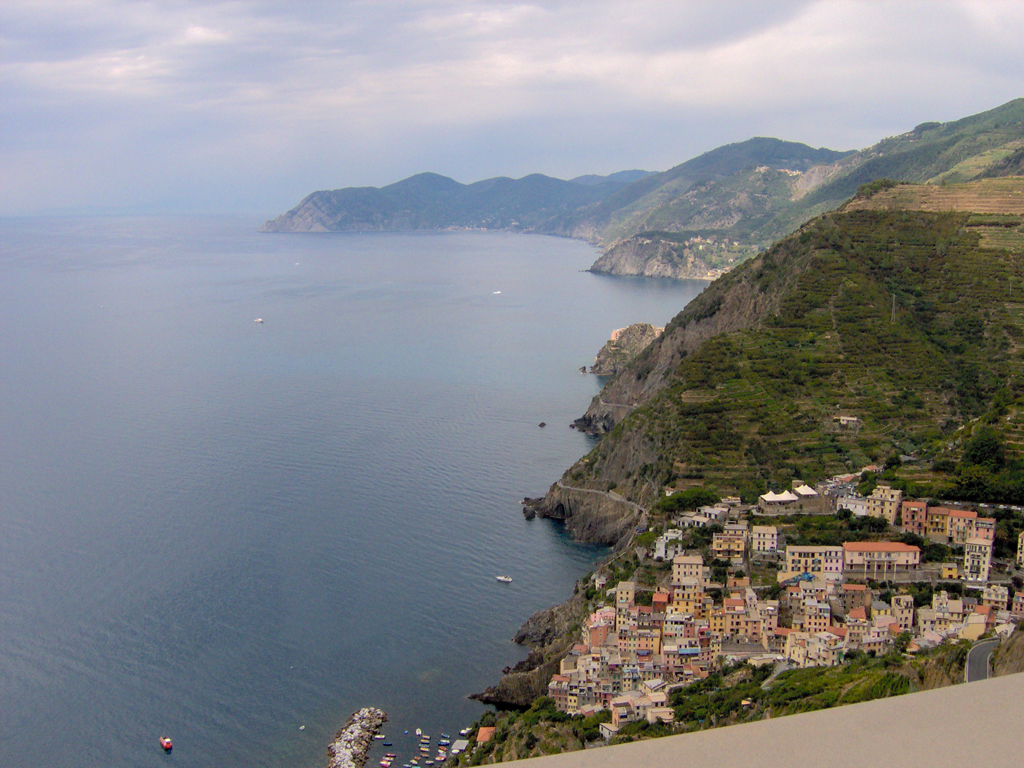
Cinque Terre

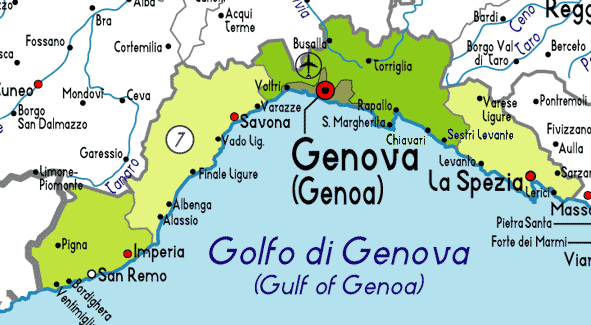
Golfo di Liguria och italienska rivieran

Italienska rivieran är den kuststräcka som löper längs Liguriska havet och Tyrrenska havet mellan Ventimiglia vid den fransk-italienska gränsen ner till Toscana. På italienska delas begreppet "riviera" in i Riviera di Ponente ('västerns Riviera') (mellan Ventimiglia till Genua) och Riviera di Levante ('österns Riviera') från Genua till Toscana. I trakten kring Sanremo är kusten känd som Riviera dei Fiori ("Blomsterrivieran"), efter de många blomsterodlingar och blomstermarknader som finns här. Italienska rivieran är känd för sitt milda klimat och det vackra kustlandskapet, och följaktligen är rivieran ett populärt turistresmål.

## Städer och platser på italienska rivieran
- Alassio
- Albenga
- Albissola
- Ameglia
- Andora
- Arenzano
- Bajardo
- Balestrino
- Bergeggi
- Bonassola
- Bordighera
- Borghetto Santo Spirito
- Borgio Verezzi
- Brugnato
- Colletta di Castelbianco
- Camogli
- Campo Ligure
- Campomorone
- Camporosso
- Capo di Noli
- Capo Mele
- Castelvecchio di Rocca Barbena
- Celle Ligure
- Ceriale
- Ceriana
- Cervo
- Chiavari
- Cicagna
- Cinque Terre
- Corniglia
- Deiva Marina
- Diano Marina
- Finale Ligure
- Framura
- Gallinara
- Genua
- Imperia
- Laigueglia
- Lavagna
- Lerici
- Levanto
- Loano
- Manarola
- Moneglia
- Monterosso al Mare
- Noli
- Ospedaletti
- Palmaria
- Pegli
- Pietra Ligure
- Portofino
- Porto Venere
- Rapallo
- Recco
- Riomaggiore
- Riva Ligure
- San Bartolomeo al Mare
- San Fruttuoso
- San Lorenzo al Mare
- Sanremo
- Santo Stefano al Mare
- Santa Margherita Ligure
- Sarzana
- Savona
- Sestri Levante
- Sori
- La Spezia
- Spotorno
- Taggia
- Vado Ligure
- Vallecrosia
- Varazze
- Ventimiglia
- Vernazza
- Voltri
- Zoagli
- Zuccarello